# Peel (Ontario)
Peel je region v jižním Ontariu v Kanadě. Region nahradil v roce 1974 Peel County, které existovalo už od roku 1851. Region je součástí oblasti Velkého Toronta. Regionální vláda sídlí v Bramptonu. V roce 2011 žilo v regionu 1 296 814 obyvatel.
Region má rozlohu 1246,89 km². Nachází se mezi jezerem Ontariem na jihovýchodě, regionem York a Torontem na východě, Simcoe County na severu, Dufferin County na severozápadě, Wellington County na západě a regionem Halton na jihozápadě.
Region zahrnuje celkem tři města Brampton, Caledon, Mississauga.